# طب الأسنان الوقائي
يختص طب الأسنان الوقائي بالتداخلات المبكرة على الأسنان التي من شأنها إيقاف الأمراض السنية واللثوية. يعتبر تنظيف الأسنان بالفرشاة مرتين يومياً أحد الأسس المهمة في الوقاية من النخر. تشمل المسارد الوقائية الأخرى استعمال الفلورايد والمواد السادة للشقوق التي توضع للأطفال لحماية الأرحاء الدائمة من النخر.
- استخدام الفلورايد

يستخدم الفلورايد لوقاية الأسنان من النخر، حيث يعمل الفلورايد على استبدال مجموعة الهيدروكسيل (OH) من بلورات (الابيتايت) الذي يتكون منها السن. وبذلك تصبح هذه البلورات أكثر مقاومة للأحماض.
- طرق استخدام الفلورايد

1. إضافة الفلور إلى مياه الشرب

يتم إضافة الفلور إلى مياه الشرب بنسبة لا تتجاوز الواحد من المليون (1 ملغم للتر) وتساهم هذه الطريقة بتخفيض نسب التسوس لحد 50%.
1. استعمال حبوب الفلور

حبوب الفلور تحتوي 25,50,100 ملغم من الفلور وتعطى مرة واحدة يوميا وحسب الجرعات الموصى بها (حسب العمر وحسب كمية الفلور التي يتناوله الشخص.
1. استعمال فلوريد الصوديوم NaF

يستعمل فلوريد الصوديوم موضعيا بوضعها على الأسنان عن طريق فرشاة خاصة. وتحتاج هذه العملية للتكرار أربعة مرات (مرة كل أسبوع).